# Tommaso Labate
Tommaso Labate (Cosenza, 26 novembre 1979) è un giornalista, conduttore televisivo e conduttore radiofonico italiano.

## Biografia

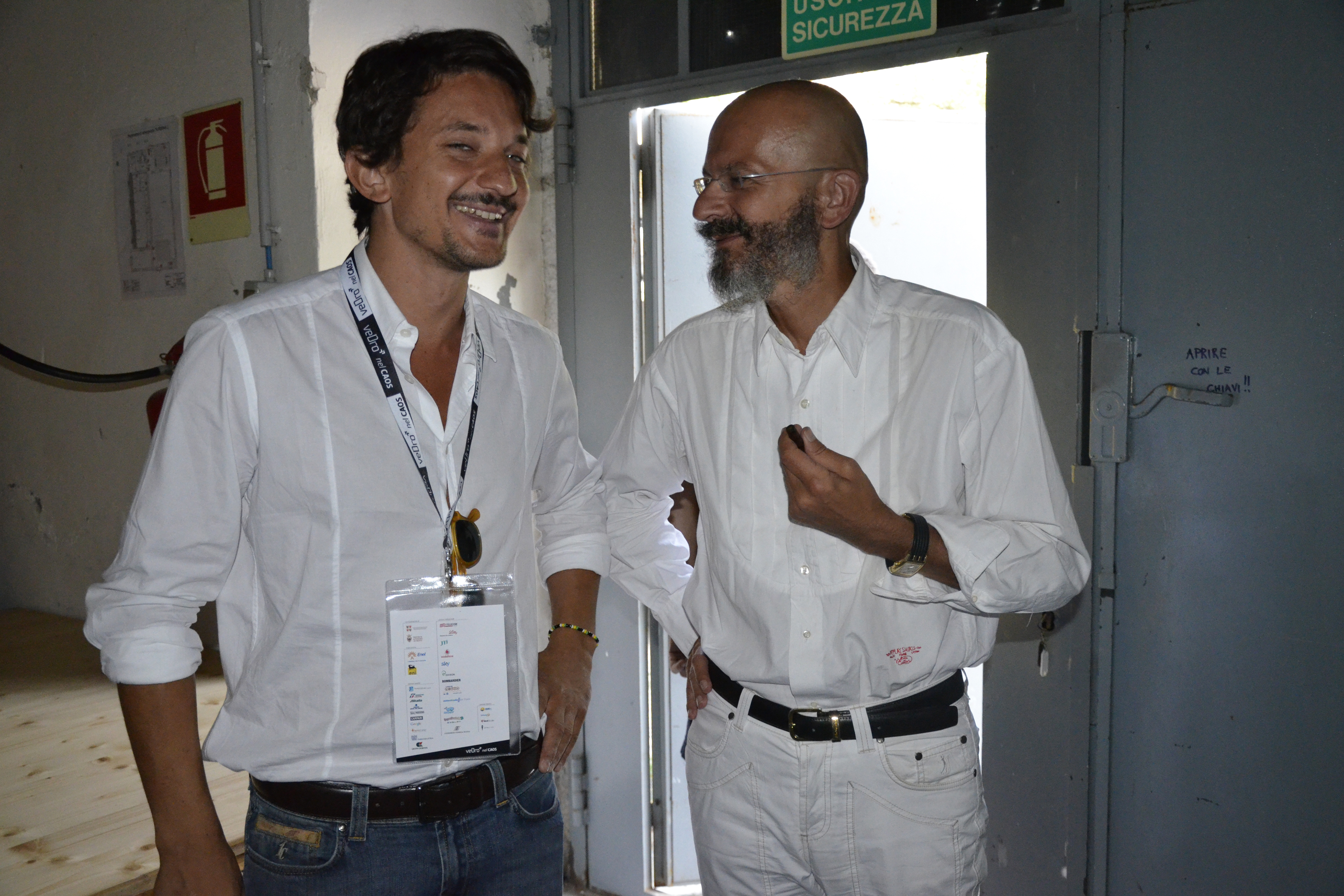
Tommaso Labate e Oscar Giannino

Figlio di due architetti e primo di tre fratelli, cresce a Marina di Gioiosa Ionica dove vive fino al 1997, anno in cui si diploma al liceo classico Ivo Oliveti di Locri. Quindi si trasferisce a Roma, dove si iscrive alla facoltà di scienze politiche della Libera università internazionale degli studi sociali Guido Carli (Luiss). Si laurea con lode nel 2002, con una tesi sul Caso Moro. Nel 2004 inizia la carriera giornalistica con uno stage a Il Riformista, diretto da Antonio Polito. Qualche mese dopo viene assunto. Rimarrà al quotidiano arancione fino al 2012, raccontando i principali eventi della politica nazionale. Tra questi, c'è anche il terremoto dell'Aquila del 2009.
Più avanti collaborerà con numerose testate, da Vanity Fair a l'Unità. Dal 2012, salvo una breve parentesi al quotidiano Pubblico giornale, lavora per il Corriere della Sera. È a lui che, nell'estate del 2012, Matteo Renzi svela la sua scelta di candidarsi alla guida del centrosinistra alle primarie di fine anno. Un mese dopo anticipa il progetto politico che ha come obiettivo la rielezione di Giorgio Napolitano alla presidenza della Repubblica. Il capo dello Stato smentisce con un comunicato ufficiale. Ma qualche mese dopo la rielezione, la prima e storica riconferma di un presidente della Repubblica italiano nel suo incarico, avviene. E Beppe Grillo, in una conferenza stampa e sul suo blog, attaccherà Napolitano usando proprio la lettera di smentita all'articolo di Labate di qualche mese prima. Labate è spesso ospite di talk show televisivi come opinionista, soprattutto alla Rai e a LA7. Ha partecipato, in qualità di commentatore e tifoso dell'Inter, a numerose puntate del programma di Mediaset Tiki Taka - Il calcio è il nostro gioco.
Dal 3 agosto al 5 settembre 2015 è alla conduzione del programma di approfondimento quotidiano In onda, insieme a David Parenzo. Dal 4 novembre 2015 conduce #CorriereLive, appuntamento di informazione settimanale in diretta streaming sul sito del Corriere della Sera. Da gennaio 2016 torna in tv su LA7 con il programma Fuori Onda, sempre insieme a David Parenzo. Il 2 ottobre 2018 è uscito il suo primo libro, I Rassegnati. L'irresistibile inerzia dei quarantenni, pubblicato dalla casa editrice Rizzoli. Il libro arriva alla seconda edizione in meno di un mese. Attualmente, assieme a Massimo Cervelli, conduce Non è un paese per giovani su Rai Radio 2.
Nel 2025 in coppia con Brenda Lodigiani conduce su Radio 2 Non è un paese per giovani … ma a Sanremo forse sì in occasione del Festival di Sanremo.
Da settembe 2025 condurrà il talk show Real Politik su Rete 4.

## Programmi televisivi
- In onda (LA7, 2015-2016)
- #CorriereLive (Corriere della Sera, 2015-2019)
- Fuori Onda (LA7, 2016)
- Real Politik (Rete 4, dal 2025)

## Radio
- Non è un paese per giovani (Rai Radio 2, dal 2019)
- Non è un paese per giovani ... ma a Sanremo forse sì (Rai Radio 2, 2025)

## Opere
- I rassegnati. L'irresistibile inerzia dei quarantenni, Milano, Rizzoli, 2018, ISBN 9788817103985.
- Interista Social Club. Viaggio al termine delle nostre notti insonni nell'anno dello scudetto, Milano, Mondadori, 2021, ISBN 9788804745235.
- Ultima fermata. Il grande intrigo della politica italiana, Milano, Solferino, 2022, ISBN 9788828210764

## Curiosità
Nel 2016 ha interpretato la parte di se stesso in un cameo nella serie televisiva Dov'è Mario?, con Corrado Guzzanti.

## Vita privata
È sentimentalmente legato all'attrice Valeria Bilello.